# 의성 중률리 석불좌상
의성 중률리 석불좌상(義城 中栗里 石佛坐像)은 대한민국 경상북도 의성군 신평면 중률리에 있는 불상이다. 2001년 4월 30일 경상북도의 문화재자료 제402호로 지정되었다.

## 개요
원래 사찰이 있었던 것으로 여겨지는 곳에 있는 작은 건물 안에 모셔져 있는 석불좌상이다.
연꽃무늬가 새겨진 8각의 받침대 위에 앉아 있는 모습의 이 불상은 높이가 81cm로 비교적 작은 규모이다. 작은 소라모양의 머리칼을 붙여 놓은 머리 모양을 하고 있으며, 넓은 얼굴에 코는 두툼하고 입은 약간 튀어나오게 표현되었다. 옷은 양어깨에 모두 걸쳐 입고 있는데, 옷주름의 표현이 극히 형식적이다.
이 불상은 고려 전기(11세기 경)에 만들어진 것으로 추정된다.

## 참고 자료
- 의성중률리석불좌상 - 국가유산청 국가유산포털